# 大垣地域ポータルサイト西美濃
大垣地域ポータルサイト西美濃は、大垣市の第三セクターであるGINETが運営する地域ポータルサイト。
岐阜県の西南、大垣地域に関する身近な話題から行政、観光、企業情報などの情報を整理し、提供する地域密着型ポータルサイト。